# Brytyjska Formuła 3
| Brytyjska Formuła 3 | Brytyjska Formuła 3      |
| ------------------- | ------------------------ |
| Kategoria           | Wyścigi samochodowe      |
| Region              | Wielka Brytania          |
| Kierowców           | 41                       |
| Zespołów            | 16                       |
| Pierwszy sezon      | 1951                     |
| Ostatni sezon       | 2014                     |
| Nadwozia            | Dallara Lola Dome Mygale |
| Silniki             | AMG-Mercedes Mugen-Honda |
| Mistrz kierowców    | Martin Cao               |
| Mistrz zespołów     | Fortec Motorsports       |

Brytyjska Formuła 3 (ang. British F3) – narodowa seria wyścigowa Wielkiej Brytanii o otwartym nadwoziu. Najdłużej istniejący serial F3, zainaugurowanym w 1951 roku. 18 października 2014 roku ogłoszono zaprzestanie działalności serii, po włączeniu w cykl Niemieckiej Formuły 3. Triumfowało w niej najwięcej mistrzów Formuły 1, mianowicie: Nelson Piquet, Mika Häkkinen, Ayrton Senna, Emerson Fittipaldi, Jim Clark oraz Sir Jackie Stewart.

## Mistrzowie
| Rok  | Kierowca             | Narodowość        | Konstruktor           | Nazwa serii                           |
| ---- | -------------------- | ----------------- | --------------------- | ------------------------------------- |
| 1951 | Eric Brandon         | Wielka Brytania   |                       | Autosport F3                          |
| 1952 | Don Parker           | Wielka Brytania   |                       | Autosport F3                          |
| 1953 | Don Parker           | Wielka Brytania   |                       | Autosport F3                          |
| 1954 | Les Leston           | Wielka Brytania   |                       | BRSCC National F3                     |
| 1955 | Jim Russell          | Wielka Brytania   |                       | BRSCC National F3                     |
| 1956 | Jim Russell          | Wielka Brytania   |                       | BRSCC National F3                     |
| 1957 | Jim Russell          | Wielka Brytania   |                       | BRSCC National F3                     |
| 1958 | Trevor Taylor        | Wielka Brytania   |                       | BRSCC National F3                     |
| 1959 | Don Parker           | Wielka Brytania   |                       | BRSCC National Formula Junior         |
| 1960 | Jack Pitcher         | Wielka Brytania   |                       | BRSCC National Formula Junior         |
| 1960 | Jim Clark            | Wielka Brytania   |                       | John Davy Formula Junior              |
| 1960 | Jim Clark            | Wielka Brytania   |                       | Motor Racing Formula Junior           |
| 1961 | Mike Ledbrook        | Wielka Brytania   |                       | BRSCC National Formula Junior         |
| 1961 | Bill Moss            | Wielka Brytania   |                       | John Davy Formula Junior              |
| 1961 | Trevor Taylor        | Wielka Brytania   |                       | Motor Racing Formula Junior           |
| 1962 | John Fenning         | Wielka Brytania   |                       | John Davy Formula Junior              |
| 1963 | Peter Arundell       | Wielka Brytania   |                       | Express & Star Formula Junior         |
| 1964 | Jackie Stewart       | Wielka Brytania   | Cooper-Austin         | Express & Star F3                     |
| 1964 | Rodney Banting       | Wielka Brytania   | Lotus-Austin          | BRSCC F3                              |
| 1965 | Tony Dean            | Wielka Brytania   | Brabham-Ford          | BRSCC F3                              |
| 1966 | Harry Stiller        | Wielka Brytania   | Brabham-Ford          | Les Leston F3                         |
| 1967 | Harry Stiller        | Wielka Brytania   | Brabham-Ford          | Les Leston F3                         |
| 1968 | Tim Schenken         | Australia         | Chevron-Ford          | Lombank F3                            |
| 1969 | Emerson Fittipaldi   | Brazylia          | Lotus-Ford            | Lombank F3                            |
| 1970 | Dave Walker          | Australia         | Lotus-Ford            | Lombank F3                            |
| 1970 | Tony Trimmer         | Wielka Brytania   | Brabham-Ford          | Shell Motor Sport F3                  |
| 1970 | Carlos Pace          | Brazylia          | Lotus-Ford            | Forward Trust F3                      |
| 1971 | Roger Williamson     | Wielka Brytania   | March-Ford            | Lombard North F3                      |
| 1971 | Dave Walker          | Australia         | Lotus-Fordb           | Shell Oil F3                          |
| 1971 | Dave Walker          | Australia         | Lotus-Ford            | Forward Trust F3                      |
| 1972 | Roger Williamson     | Wielka Brytania   | GRD-Ford              | Forward Trust F3                      |
| 1972 | Rikky von Opel       | Liechtenstein     | Ensign-Ford           | Lombard North F3                      |
| 1972 | Roger Williamson     | Wielka Brytania   | March-Ford            | Shell F3                              |
| 1973 | Ian Taylor           | Wielka Brytania   | March-Ford            | Forward Trust F3                      |
| 1973 | Tony Brise           | Wielka Brytania   | March-Ford            | Lombard North F3                      |
| 1973 | Tony Brise           | Wielka Brytania   | March-Ford            | John Player F3                        |
| 1974 | Brian Henton         | Wielka Brytania   | March-Ford            | Forward Trust F3                      |
| 1974 | Brian Henton         | Wielka Brytania   | March-Ford            | Lombard F3                            |
| 1975 | Gunnar Nilsson       | Szwecja           | March-Toyota          | BP Super Visco F3                     |
| 1976 | Bruno Giacomelli     | Włochy            | March-Toyota          | Shell Sport F3                        |
| 1976 | Rupert Keegan        | Wielka Brytania   | March-Toyota          | BP Super Visco F3                     |
| 1977 | Stephen South        | Wielka Brytania   | March-Toyota          | Vandervell F3                         |
| 1978 | Derek Warwick        | Wielka Brytania   | Ralt-Toyota           | Vandervell F3                         |
| 1978 | Derek Daly           | Irlandia          | Chevron-Toyota        | BP F3                                 |
| 1979 | Chico Serra          | Brazylia          | Ralt-Toyota           | Vandervell British F3                 |
| 1979 | Nelson Piquet        | Brazylia          | Ralt-Toyota           | BP F3                                 |
| 1980 | Stefan Johansson     | Szwecja           | March-Toyota          | Vandervell British F3                 |
| 1981 | Jonathan Palmer      | Wielka Brytania   | Ralt-Toyota           | Marlboro British F3                   |
| 1982 | Tommy Byrne          | Irlandia          | Ralt-Toyota           | Marlboro British F3                   |
| 1983 | Ayrton Senna         | Brazylia          | Ralt-Toyota           | Marlboro British F3                   |
| 1984 | Johnny Dumfries      | Wielka Brytania   | Ralt-Volkswagen       | Marlboro British F3                   |
| 1985 | Maurício Gugelmin    | Brazylia          | Ralt-Volkswagen       | Marlboro British F3                   |
| 1986 | Andy Wallace         | Wielka Brytania   | Reynard-Volkswagen    | Lucas British F3                      |
| 1987 | Johnny Herbert       | Wielka Brytania   | Reynard-Volkswagen    | Lucas British F3                      |
| 1988 | JJ Lehto             | Finlandia         | Reynard-Toyota        | Lucas British F3                      |
| 1989 | David Brabham        | Australia         | Ralt-Volkswagen       | Lucas British F3                      |
| 1990 | Mika Häkkinen        | Finlandia         | Ralt-Honda            | British F3                            |
| 1991 | Rubens Barrichello   | Brazylia          | Ralt-Honda            | British F3                            |
| 1992 | Gil de Ferran        | Brazylia          | Reynard-Honda         | British F3                            |
| 1993 | Kelvin Burt          | Wielka Brytania   | Reynard-Honda         | British F3                            |
| 1994 | Jan Magnussen        | Dania             | Dallara-Honda         | British F3                            |
| 1995 | Oliver Gavin         | Wielka Brytania   | Dallara-Vauxhall      | British F3                            |
| 1996 | Ralph Firman         | Irlandia          | Dallara-Honda         | British F3                            |
| 1997 | Jonny Kane           | Wielka Brytania   | Dallara-Honda         | Autosport British F3                  |
| 1998 | Mário Haberfeld      | Brazylia          | Dallara-Honda         | Autosport British F3                  |
| 1999 | Marc Hynes           | Wielka Brytania   | Dallara-Honda         | Autosport British F3                  |
| 2000 | Antônio Pizzonia     | Brazylia          | Dallara-Honda         | Green Flag British F3                 |
| 2001 | Takuma Satō          | Japonia           | Dallara-Honda         | Green Flag British F3                 |
| 2002 | Robbie Kerr          | Wielka Brytania   | Dallara-Honda         | Green Flag British F3                 |
| 2003 | Alan van der Merwe   | Południowa Afryka | Dallara-Honda         | British F3 International              |
| 2004 | Nelson Ângelo Piquet | Brazylia          | Dallara-Honda         | British F3 International              |
| 2005 | Álvaro Parente       | Portugalia        | Dallara-Honda         | British F3 International              |
| 2006 | Mike Conway          | Wielka Brytania   | Dallara-AMG-Mercedes  | British F3 International              |
| 2007 | Marko Asmer          | Estonia           | Dallara-AMG-Mercedes  | British F3 International              |
| 2008 | Jaime Alguersuari    | Hiszpania         | Dallara-AMG-Mercedes  | British F3 International              |
| 2009 | Daniel Ricciardo     | Australia         | Dallara-Volkswagen    | Cooper Tires British F3 International |
| 2010 | Jean-Éric Vergne     | Francja           | Dallara-Volkswagen    | Cooper Tires British F3 International |
| 2011 | Felipe Nasr          | Brazylia          | Dallara-Volkswagen    | Cooper Tires British F3 International |
| 2012 | Jack Harvey          | Wielka Brytania   | Dallara-Volkswagen    | Cooper Tires British F3 International |
| 2013 | Jordan King          | Wielka Brytania   | Dallara-Volkswagen    | Cooper Tires British F3 International |
| 2014 | Martin Cao           | Chiny             | Dallara-Mercedes-Benz | Cooper Tires British F3 International |